# 大沙沙漠

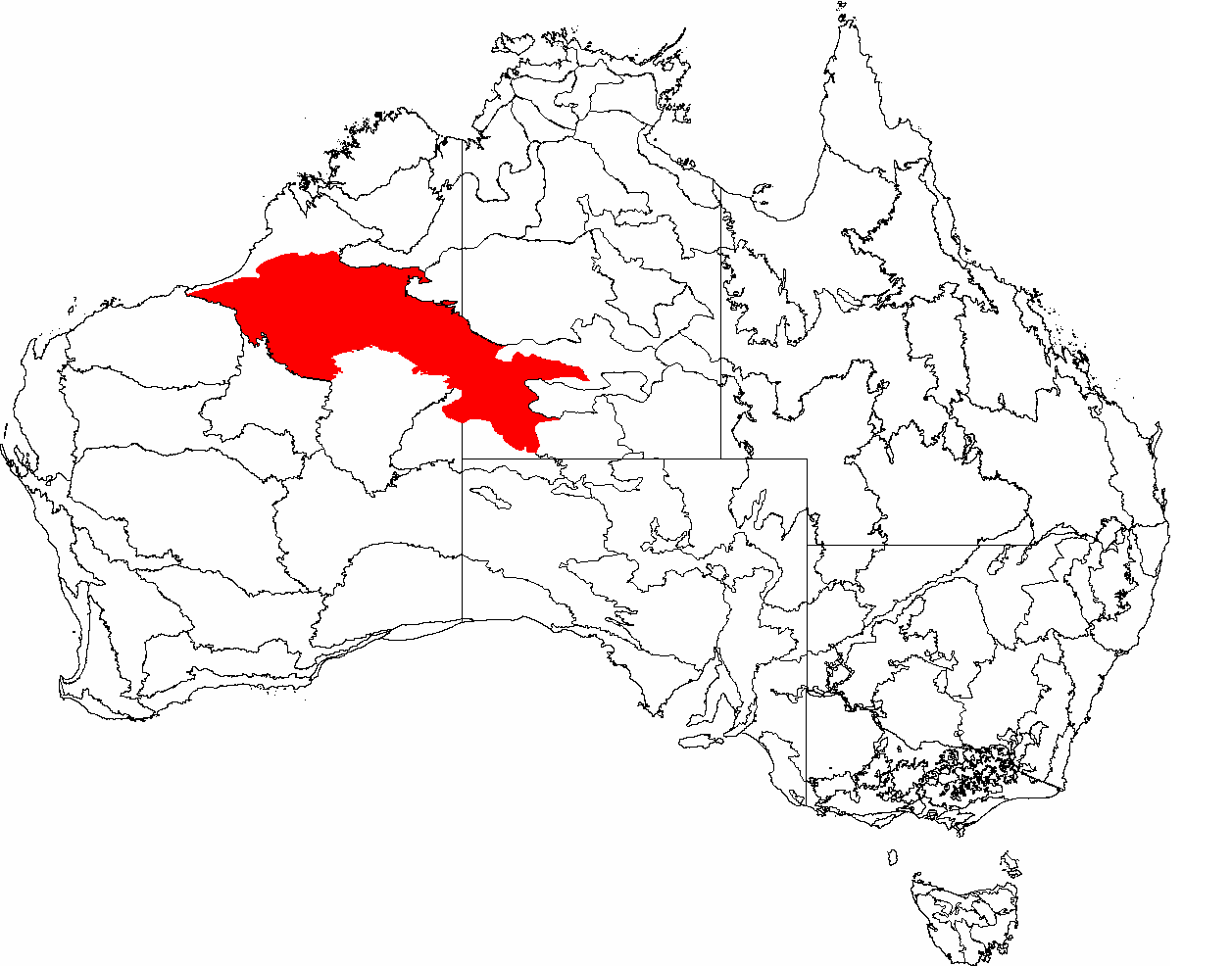
大沙沙漠在澳大利亚的位置。

大沙沙漠（英語：Great Sandy Desert）是位于澳大利亚西北部、大致呈东南走向的荒漠，由广袤的干旱沙丘和盐沼地区组成。面积为284,993平方公里，是继大维多利亚沙漠之后的澳大利亚第二大沙漠。大部分位于西澳大利亚州领土内，处于该州皮尔巴拉和金伯利两处多岩石的区域之间，地势平坦。
大沙沙漠的东南部为吉布森沙漠和麦凯湖，东部为塔纳米沙漠，西南则为勒达尔河国家公园与多拉湖。它与吉布森沙漠和小沙沙漠等构成一片更大的西澳大利亚沙漠。

## 地貌
大沙沙漠内有众多大型的沙质沙漠，这些沙质沙漠主要由纵向沙丘组成。
沃尔夫溪陨石坑位于沙漠东北。

## 人口
大沙沙漠近海岸线的部分座落有一些零散的养羊场，沙漠其他地区则人烟稀少。这些人口主要是澳洲原住民群落和采矿中心。
沙漠中的原住民群落主要分为两大类，包括处于西部的Martu族和处于东部的Pintupi族，他们所讲的语言属于西澳沙漠语群。这些原住民群落中，有很多人在20世纪被强制从他们的土地迁离，被带至北领地的帕普亚等其他地方。这些被强制迁离的原住民没有在近些年再回到原来居住的土地。

## 气候
大沙沙漠近海岸部分和沙漠北端降雨量较少。大沙沙漠的降雨量按照沙漠的一般降雨量标准算是较高的，这一点恐怕是澳大利亚多数沙漠的共性。沙漠最干旱部分的降雨量甚少降至250毫米以下，而沙漠近金伯利的部分则平均可有超过300毫米的降雨量。不过这些降雨主要集中在特定时节和年份，很明显受到季风与热带气旋的影响。
沙漠多数地区有暴风雨的日数平均为每年20至30天，但在北部与金伯利地区相接壤的部分，平均日数则可增至30至40天。
沙漠夏季时的白天温度是澳大利亚最高温度之一。沙漠北部近金伯利的霍尔斯溪地区的夏季白天温度相对较低，为37～38 °C，但对于自此往南的地区，在非季风时节的平均温度则可增至38～42 °C。沙漠中的高温已夺去多名因车辆故障而滞留沙漠的人的生命。
相比之下大沙沙漠地区的冬季短暂且温暖，温度一般为25～30 °C。对于不靠近海岸的地区，冬季夜晚可能相当寒冷。不过，在8月下旬，这一地区又将变得炎热起来。
沙漠多数地区不出现霜冻。东南端与吉布森沙漠相邻的地区每年可能出现一至两次的轻霜。

## 经济
沙漠内的经济活动很少，不过在西端有一些金矿和铜矿矿井以及一些养牛场。矿井中最有名的是特尔弗（Telfer）小镇的金矿，它是澳大利亚最大的金矿之一。未开发的Kintyre铀矿床位于特尔弗以南。

### 註腳
1. 1 2  . www.outback-australia-travel-secrets.com.   [2019-07-01]. （原始内容存档于2019-07-01）.